# Convoluta elegans
Espèce
Convoluta elegans est une espèce d'acœles de la famille des Convolutidae. On la trouve dans la Mer Noire.